# Rigeo
Rodrigo Andrés Del Real Fuentes (Santiago, 22 de diciembre de 1981) más conocido por su nombre artístico Rigeo, es un cantante, productor musical y conductor de televisión chileno.

## Carrera
Desde 1997 y hasta el 2000 formó parte de la banda Monjes Nocturnos quienes sacaron a la venta dos discos musicales.
En 2002 lanza el disco recopilatorio Joyas del barrio.
Entró a la televisión en 2003 cuando los productores de Mekano buscaban nuevos "fenómenos musicales" para hacer crecer la popularidad del programa, en el cual también participaba su hermana, Daniela Aránguiz (exesposa del exjugador de la selección chilena Jorge Valdivia). 
Participó en la banda sonora de las miniseries Don Floro y Amores urbanos para esta última produjo el disco musical homónimo que en 2003 fue certificado como disco de oro. También canto el tema principal de Amores urbanos junto a Carla Jara.
En 2004 fue lanzado a la venta Reality Flow por la compañía discográfica Warner Music y fue certificado como disco de oro y platino. 
En 2005 sale a la venta Knock Out certificado como disco de oro y El disco negro en 2006 Rigeo y Sergio Aguirre crean una fusión musical llamada "MBP" (Master Beats Pro) y lanzan Renaciendo con Universal Music certificado como disco de oro.
En 2007 sale a la venta La junta perfecta y en 2008 Santificado, ambos discos con productoras independientes.
En octubre de 2007 Rigeo y Sergio Aguirre tocan junto a Don Omar en su Tour Live en Paraguay con más de 17.000 personas. También participó en conciertos de Franco el Gorila.
Después de finalizar Mekano fue productor musical de Yingo participando en la producción de diversas canciones interpretadas por el elenco además de su contribución al segundo Disco musical titulado Yingo 2 donde interpretó dos canciones Despierte a los chinos y Toca-Toca, sin embargo abandonó el espacio en 2009.
El 2 de noviembre de 2009 se integró a Calle 7 donde cumple la misma función que en Yingo, pero además contribuye coanimando el programa. En septiembre de 2010 sale a la venta el Disco de Calle 7 producido por él para Sony BMG Music Entertainment; en el mismo interpretó Una vida contigo y Que Chile meta un gol (estrenada en marzo y alusiva al Mundial 2010).

## Televisión
| Año       | Rol          | Programa     | Canal          |
| --------- | ------------ | ------------ | -------------- |
| 2003      | Participante | Mekano       | Mega           |
| 2007-2008 | Participante | Yingo        | CHV            |
| 2009-2011 | Coconductor  | Calle 7      | TVN            |
| 2011      | Opinologo    | En portada   | UCV Televisión |
| 2012      | Invitado     | Primer Plano | CHV            |

## Discografía

### Álbumes de estudio
- Joyas del barrio (2002)
- Reality Flow (2004)
- Knock out (2005)
- Santificado (2008)
- Esgrima (2018)

### Recopilaciones
- El disco negro (2005)

### Soundtracks
- Amores urbanos (2003)
- Yingo 2 (2009)
- Calle 7 (2010)

### Colaboraciones
- Monjes nocturnos: Positivo negativo (1997)
- Monjes nocturnos: El baúl de los recuerdos (2000)
- MBP: Renaciendo (2006)
- MBP: La junta perfecta (2007)

### Como artista invitado
- Déjalo (con Luis Jara)
- Modo Romeo (con Luis Vega)